# Lista de deputados estaduais do Rio Grande do Sul da 41.ª legislatura
Esta é uma lista de deputados da 41ª Legislatura da Assembleia legislativa do Rio Grande do Sul, que assumiram em 1963, com mandatos até 1967:

## Composição das bancadas
| Partido | Líder                       | Bancada | Posição  |
| ------- | --------------------------- | ------- | -------- |
| PTB     | Pedro Simon                 | 23 / 55 | Oposição |
| PSD     | Gustavo Langsch             | 11 / 55 | Governo  |
| PL      | Getúlio Marcantônio         | 6 / 55  | Governo  |
| PDC     | Nelson Marchezan            | 4 / 55  | Governo  |
| MTR     | Osmar Lautenschleiger       | 4 / 55  | Oposição |
| PRP     | Alberto Hoffmann            | 3 / 55  | Governo  |
| UDN     | Sinval Guazzeli             | 3 / 55  | Governo  |
| PSB     | Marino Rodrigues dos Santos | 1 / 55  | Oposição |

## Deputados estaduais
|    | Nome                               | Partido | Cidade onde nasceu   | Unidade federativa |
| 1  | Adolfo Puggina                     | PDC     | Rio Grande           | Rio Grande do Sul  |
| 2  | Alberto Hoffmann                   | PRP     | Ijuí                 | Rio Grande do Sul  |
| 3  | Aldo da Silva Fagundes             | PTB     | Alegrete             | Rio Grande do Sul  |
| 4  | Alexandre Machado da Silva         | PSD     | Arroio Grande        | Rio Grande do Sul  |
| 5  | Álvaro Petracco da Cunha           | PTB     | Planalto             | Rio Grande do Sul  |
| 6  | Antonino Fornari                   | PSD     | Triunfo              | Rio Grande do Sul  |
| 7  | Antônio Setembrino Mesquita        | PRP     | Arroio do Meio       | Rio Grande do Sul  |
| 8  | Antônio Visintainer                | PTB     | Sinimbu              | Rio Grande do Sul  |
| 9  | Ariosto Jaeger                     | PSD     | Porto Xavier         | Rio Grande do Sul  |
| 10 | Artur Bachini                      | UDN     | Pelotas              | Rio Grande do Sul  |
| 11 | Ary Delgado                        | PSD     | Itacurubi            | Rio Grande do Sul  |
| 12 | Airton d'Ávila Barnasque           | PTB     | Cachoeira do Sul     | Rio Grande do Sul  |
| 13 | Beno Orlando Burmann               | PTB     | Santa Maria          | Rio Grande do Sul  |
| 14 | Cândido Norberto dos Santos        | MTR     | Bagé                 | Rio Grande do Sul  |
| 15 | Dario Beltrão                      | PL      | Santiago             | Rio Grande do Sul  |
| 16 | Euclides Nicolau Kliemann          | PSD     | Santa Cruz do Sul    | Rio Grande do Sul  |
| 17 | Flávio Antônio Lopes Ramos         | MTR     | Fontoura Xavier      | Rio Grande do Sul  |
| 18 | Francisco Solano Borges            | PL      | Santa Maria          | Rio Grande do Sul  |
| 19 | Getúlio Marcantônio                | PL      | Canoas               | Rio Grande do Sul  |
| 20 | Gudbem Borges Castanheira          | PL      | Pelotas              | Rio Grande do Sul  |
| 21 | Gustavo Langsch                    | PSD     | Santa Maria          | Rio Grande do Sul  |
| 22 | Harry Alziro Sauer                 | PTB     | Gravataí             | Rio Grande do Sul  |
| 23 | Hed Santos Borges                  | PSD     | Soledade             | Rio Grande do Sul  |
| 24 | Heitor Silveira Campos             | MTR     | Arvorezinha          | Rio Grande do Sul  |
| 25 | Hélio Ricardo Carneiro da Fontoura | PTB     | Tapera               | Rio Grande do Sul  |
| 26 | Henrique Henkin                    | PTB     | Quatro Irmãos        | Rio Grande do Sul  |
| 27 | Honório Pereira Severo             | PL      | Dom Pedrito          | Rio Grande do Sul  |
| 28 | João Brusa Netto                   | PTB     | Caxias do Sul        | Rio Grande do Sul  |
| 29 | João Caruso Scuderi                | PTB     | Palermo              | Itália             |
| 30 | José Arlindo Kunzler               | PSD     | Montenegro           | Rio Grande do Sul  |
| 31 | José Augusto Amaral de Souza       | PSD     | Palmeira das Missões | Rio Grande do Sul  |
| 32 | José Fidelis Ramos Coelho          | PTB     | Seberi               | Rio Grande do Sul  |
| 33 | José Lamaison Porto                | PTB     | Passo Fundo          | Rio Grande do Sul  |
| 34 | José Sperb Sanseverino             | PDC     | Encruzilhada do Sul  | Rio Grande do Sul  |
| 35 | Justino da Costa Quintana          | PTB     | Bagé                 | Rio Grande do Sul  |
| 36 | Marcírio Goulart Loureiro          | PTB     | São Borja            | Rio Grande do Sul  |
| 37 | Marino Rodrigues dos Santos        | PSB     | Ronda Alta           | Rio Grande do Sul  |
| 38 | Mário Mondino                      | PDC     | São Leopoldo         | Rio Grande do Sul  |
| 39 | Nelson Marchezan                   | PDC     | Santa Maria          | Rio Grande do Sul  |
| 40 | Oscar Westendorff                  | PRP     | São Lourenço do Sul  | Rio Grande do Sul  |
| 41 | Osmar Lautenschleiger              | MTR     | Guaíba               | Rio Grande do Sul  |
| 42 | Paulo Brossard de Souza Pinto      | PL      | Bagé                 | Rio Grande do Sul  |
| 43 | Pedro Jorge Simon                  | PTB     | Caxias do Sul        | Rio Grande do Sul  |
| 44 | Porcínio Borges Pinto              | PSD     | Lajeado              | Rio Grande do Sul  |
| 45 | Poti Irineu de Medeiros            | UDN     | Lavras do Sul        | Rio Grande do Sul  |
| 46 | Reinaldo Cherubini                 | PSD     | Nova Prata           | Rio Grande do Sul  |
| 47 | Rubens Dario Porciúncula           | PTB     | Ijuí                 | Rio Grande do Sul  |
| 48 | Seno Frederico Ludwig              | PTB     | Braga                | Rio Grande do Sul  |
| 49 | Sereno Chaise                      | PTB     | Soledade             | Rio Grande do Sul  |
| 50 | Siegfried Emanuel Heuser           | PTB     | Santa Cruz do Sul    | Rio Grande do Sul  |
| 51 | Suely Gomes de Oliveira            | PTB     | Osório               | Rio Grande do Sul  |
| 52 | Sinval Guazzeli                    | UDN     | Vacaria              | Rio Grande do Sul  |
| 53 | Walter Bertolucci                  | PTB     | Esteio               | Rio Grande do Sul  |
| 54 | Wilmar Correia Taborda             | PTB     | Palmeira das Missões | Rio Grande do Sul  |
| 55 | Wilson Vargas da Silveira          | PTB     | Porto Alegre         | Rio Grande do Sul  |